# Keystone Pronto
El Keystone K-55 Pronto fue un avión de correos desarrollado en los Estados Unidos a finales de los años 20.

## Diseño y desarrollo
Era un diseño biplano convencional de un solo vano y envergadura desigual con alas ligeramente escalonadas. El piloto se sentaba en una cabina abierta, en tándem con una segunda cabina que podía llevar dos pasajeros sentados lado a lado. El tren de aterrizaje era fijo y de esquí de cola, y tenía unidades principales divididas.

## Historia operacional
Una cantidad de estos aviones fue comprada por el Gobierno de Perú. Operado por el arma de aviación de la Armada Peruana, estos aviones iniciaron el primer servicio de correo aéreo en la Amazonia Peruana. El primer vuelo de este servicio fue realizado por dos Pronto, pilotados por Leonardo Alvariño Herr y Harold B. Grow, desde Lima a San Ramón, el 26 de octubre de 1927.
Como mínimo, un Pronto peruano fue equipado con flotadores y usado para reconocer zonas adecuadas en el Río Amazonas para operaciones con hidroaviones.
En la Guerra colombo-peruana, un K-55 peruano, volado por el teniente Suero, fue capturado por el ejército colombiano.

## Especificaciones

### Características generales
- Tripulación: Uno
- Capacidad: Dos pasajeros
- Longitud: 8,15 m
- Envergadura: 12,17 m
- Peso máximo al despegue: 1.100 kg
- Planta motriz: 1× motor radial de 9 cilindros refrigerado por aire Wright J-5.
  - Potencia: 164 kW (220 HP; 223 CV)

### Rendimiento
- Velocidad nunca excedida (Vne): 180 km/h
- Alcance: 800 km

## Operadores
Perú
- Armada Peruana